# フレッド・ルータンズ
フレッド・ルータンズ（Fred Luthans、1939年6月28日、アイオワ州クリントン生まれ）は、組織行動を専門とする経営学者。
ネブラスカ大学リンカーン校名誉経営学教授。

## 経歴
アイオワ大学を卒業し、1961年に数学の学士号、1962年にMBA、1965年に経営学と心理学の博士号を取得した。アイオワ大学のヘンリー・アルバース教授とマックス・ワートマン教授が博士課程の指導教官であった。
コロンビア大学で経営学のポスドク・セミナーを受講するかたわら、アメリカ陸軍士官学校ウェストポイント校で兵役に就いた。
1965年から1967年まで陸軍大尉としてウェストポイントの士官候補生に心理学とリーダーシップを教えた後、ネブラスカ大学経営学部の教授に就任。1986年、経営アカデミーの会長に選出。1997年に同アカデミーの特別経営教育者賞、2017年に組織行動部門の生涯功労賞、2022年に経営への特別学術貢献賞を受賞。